# Haakon III da Noruega
Haakon III Sverrisson (em norueguês, Håkon Sverresson; em nórdico antigo, Hákon Sverrisson) (década de 1170 - 1 de janeiro de 1204) foi rei da Noruega de 1202 a 1204.
Líder do partido conhecido como birkebeiner. Era em filho ilegítimo do rei Sverre da Noruega. Segundo o historiador Peter Andreas Munch, a mãe de Haakon III poderia ter sido Astrid Roesdatter, filha do bispo Roe das ilhas Feroe, mas isso não tem sido apoiado por historiadores posteriores.

## Biografia
Haakon teria nascido em qualquer ano da década de 1170, provavelmente quando seu pai ainda estava na Ilhas Feroe, antes de ir reclamar o trono da Noruega.
É mencionado pela primeira vez na Saga de Sverre como um dos comandantes dos exércitos de seu pai numa batalha contra os bagler em Oslo, em 1197. De maneira subsequente é mencionado em várias ocasiões durante a guerra bagler. Sverre, antes de morrer em 1202, declarou que não tinha filhos homens vivos do que Haakon, e deu o nome de seu sucessor. Sverre também dedicou uma carta para seu filho, exortando-o a terminar o longo conflito com a Igreja, o principal patrocinador dos bagler.
Com a notícia da morte de Sverre, os birkebeiner (a facção do falecido rei) se reuniram em assembléia na cidade de Nidaros. Haakon foi nomeado como o novo líder do grupo, e logo depois foi elevado a rei.
Aparentemente, as negociações com a Igreja foram quase imediata, uma vez que nessa mesma primavera voltaram para a Noruega os bispos, até então exilado na Dinamarca, e levantou o interdito que vigorava no país durante o reinado de Sverre. Diz-se que Haakon ganhou popularidade entre o povo norueguês, e os bagler, sem o apoio da Igreja e de grande parte do campesinato, perderam força. O rei dos bagler, Inge Magnusson, foi morto no outono de 1202. Apareceu um novo pretendente bagler, Erling Steinvegg, que logo desistiu, com pouca chance de sucesso contra Haakon. Então, Haakon permaneceu o único governante da Noruega, e durante seu breve reinado foi alcançada a paz no país, pelo menos temporariamente.
Parece ser que Haakon manteve uma péssima relação com sua madrasta, Margarida Eriksdotter. A viúva de Sverre quis regressar a sua natal Suécia com sua filha Cristina, mas Haakon as separou, forçando a esta última permanecer na corte norueguesa. Durante o Natal de 1203, o rei caiu enfermo depois de fazer uma sangria e em 1 de janeiro de 1204 morreu. Correu o rumor de que foi envenado por sua madrasta. Encontrada culpada depois da prova de ordália, Margarida teve que escapar para a Suécia.
O corpo de Haakon foi sepultado na antiga catedral de Bergen. Com a sua morte, iniciou-se uma nova guerra civil contra os bagler, liderados por Erling Steinvegg.

## Descendência
Haakon nunca se casou, e ninguém sabia da existência de alguma criança até 1206 quando uma concubina, Inga Varteig, disse ter um filho póstumo dele: 
- Haakon (1204-1263), depois Rei da Noruega.